# شارع ماركاديه

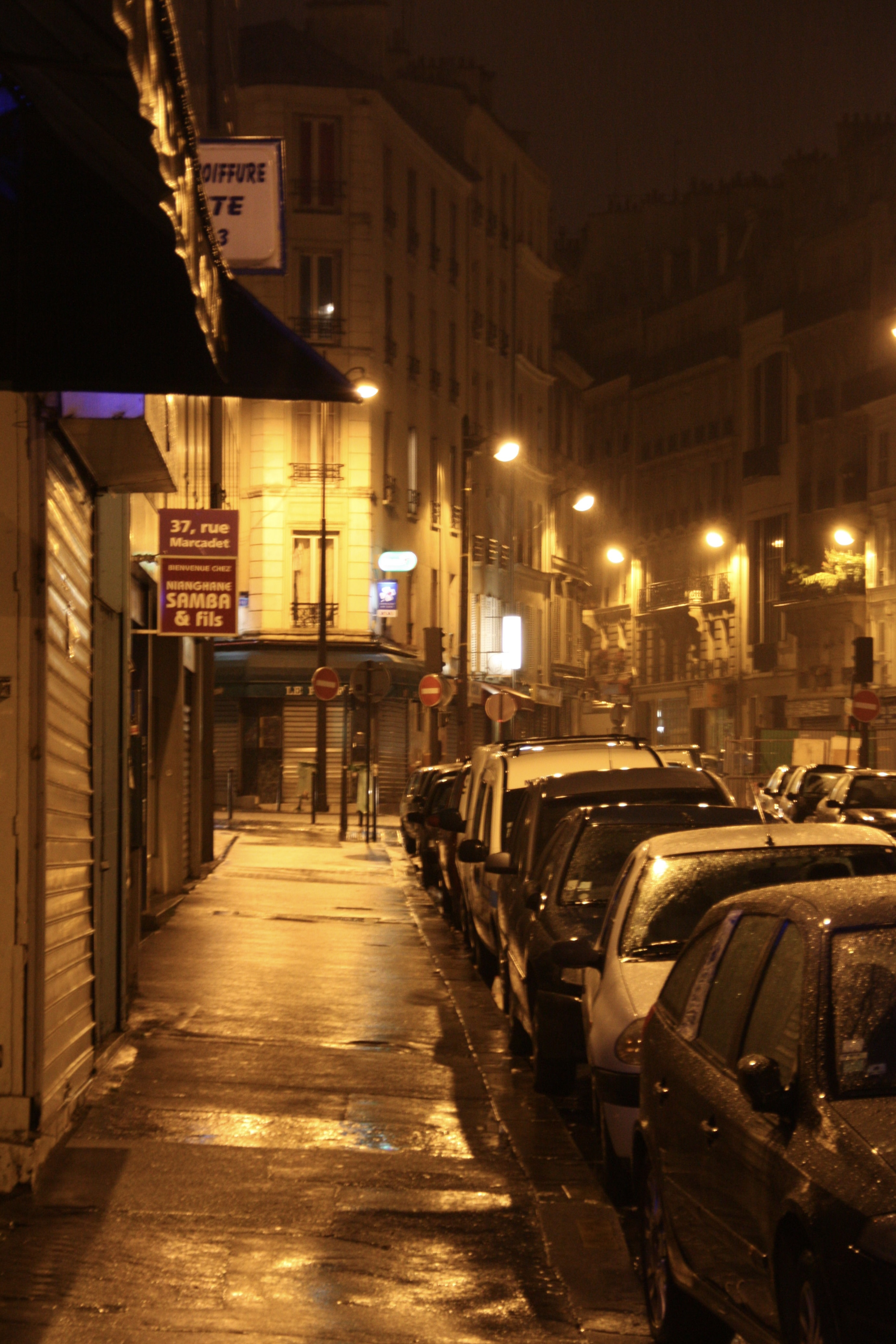
شارع ماركاديه بالليل

شارع ماركاديه (بالفرنسية: Rue Marcadet)‏، هو شارع يقع في الدائرة الثامنة عشرة في باريس، يبدأ من الدائرة السابعة عشرة في باريس وينتهي على خطوط محطة باريس الشمال في باريس. اسمه يأتي من اسم مكان قرب كنيسة سان دوني في الشابل حيث كان يوجد معرض أو سوق العدس، افتتِح الشارع في عام 1863.
يعتبر هذا الشارع من الشوارع الطويلة جداً في باريس كما أنه يعبر دائرتين من دوائر باريس.فيه فرع من فروع منظمة أطباء العالم (Médecins du monde).

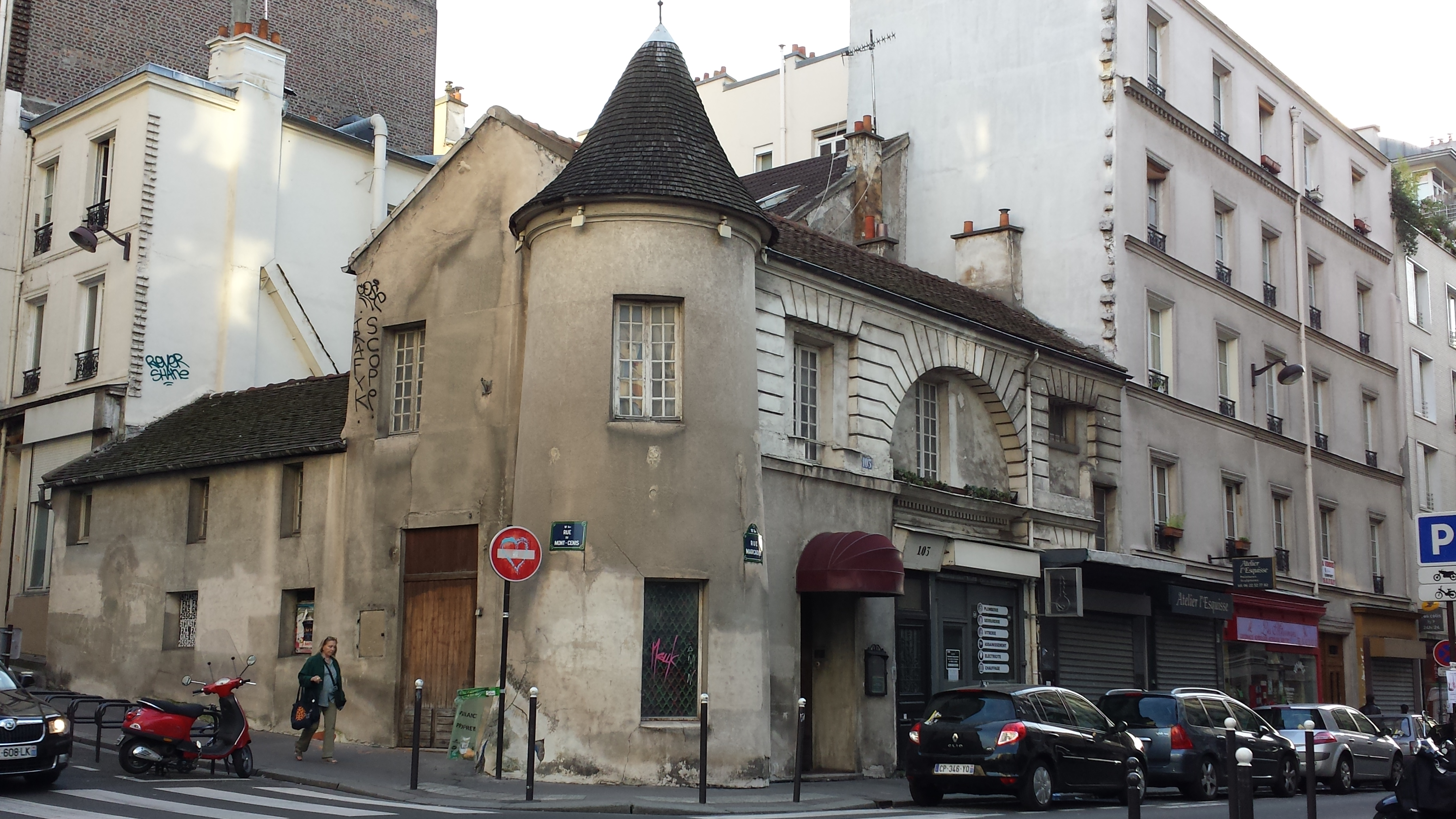
بناء قديم في شارع ماركاديه وهو مصنع بورسلان كلينكورت